# Liu Daqing
Liu Daqing (刘大庆S, Liú DàqìngP; 3 ottobre 1969) è un ex cestista cinese.

## Carriera
Con la Cina ha disputato i Campionati mondiali del 1994.